# William Robertson (historyk)

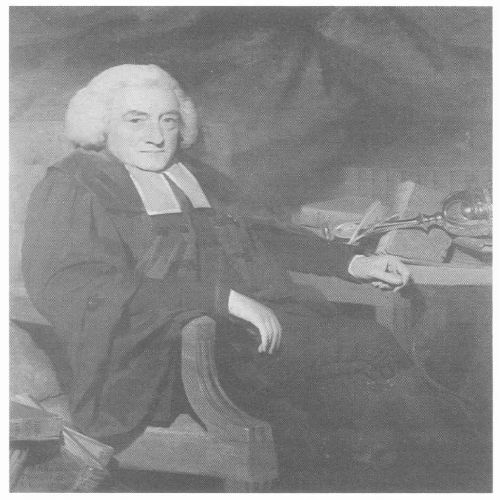
William Robertson (1721–1793)

William Robertson (ur. 1721 w Midlothian, zm. 1793) – szkocki duchowny i historyk.
Studiował na uniwersytecie w Edynburgu. Rozgłos przyniosła mu opublikowana w 1759 praca pt. Historia Szkocji za panowania królowej Marii i króla Jakuba VI, do końca XVIII wieku miała 19 wznowień. Dzięki tej pracy zwrócił na siebie uwagę dworu. W 1761 został królewskim kapelanem, a w 1764 oficjalnym historiografem królewskim. Od 1762 był rektorem Uniwersytetu w Edynburgu. Robertson był jednym z pierwszych, którzy traktowali historię jako naukę empiryczną.

## Publikacje
- Historia Szkocji za panowania królowej Marii i króla Jakuba VI (History of Scotland during the reigns of Queen Mary and of James VI until his accession to the crown of England), druk 1759;
- Historia panowania cesarza Karola V, t. 1-3 (History of the reign of the emperor Charles the Fifth), druk 1769;
- Historia Ameryki (History of America), druk 1777;
- Rozprawa o znajomości Indii w starożytności (Disquisition concerning the knowledge which the ancients had of India), druk 1791.